# Château de Brunswick

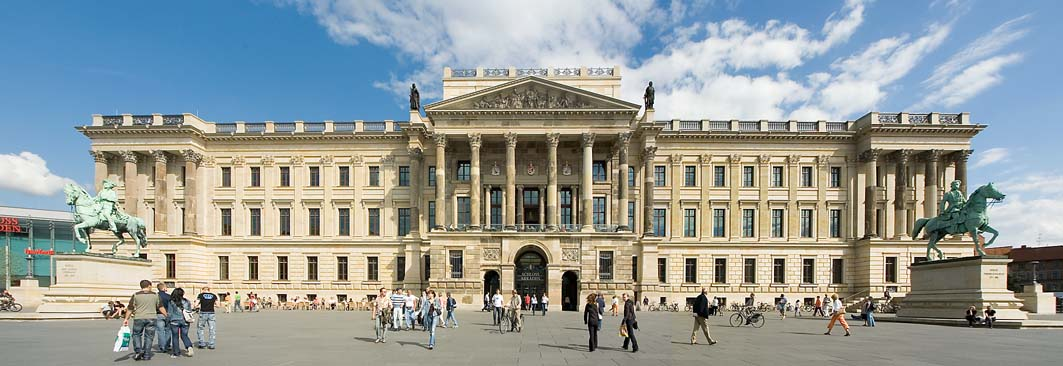
La nouvelle façade avec ses statues équestres en août 2007

Le château de Brunswick (allemand : Braunschweiger Schloss ou Braunschweiger Residenzschloss) est situé sur la Bohlweg dans le centre de Brunswick (allemand : Braunschweig). Il était la résidence des ducs de Brunswick de 1753 jusqu'au 8 novembre 1918.

## Histoire
Les travaux du premier bâtiment ont commencé en 1718, sous la direction d'Hermann Korb (de). Après que l'édifice ait brûlé en 1830, un deuxième palais a été construit par Carl Theodor Ottmer (de), achevé en 1841. Celui-ci a été complètement démoli en 1960, en raison de lourds dommages subis dans des raids aériens durant la Seconde Guerre mondiale. Le parc du Palais a par la suite été établi sur ses restes. Une résolution du conseil de la ville en 2004 a décidé de construire un grand centre commercial, dénommé Schloss-Arkaden (Palais des Arcades) sur l'emplacement de l'ancien château disparu. La reconstruction de la façade du château devait être fidèle à l'œuvre d'Ottmer, et a commencé en 2005. Le château reconstruit a été ouvert au public le 6 mai 2007.

## Distinctions
- 2009 : Prix Pierre Joseph Krahe[2]

## Sources
- Bernd Wedemeyer: Das ehemalige Residenzschloß zu Braunschweig. Eine Dokumentation über das Gebäude und seinen Abbruch im Jahre années 1960.  2. Aufl., Braunschweig 1993